# 黄金の三角地帯

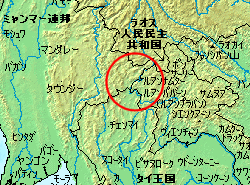
黄金の三角地帯（ゴールデン・トライアングル）の位置

世界の麻薬密造地帯。三角：本項。三日月：黄金の三日月地帯。

黄金の三角地帯（おうごんのさんかくちたい、ベトナム語:Tam giác Vàng、タイ語: สามเหลี่ยมทองคำ、ラーオ語:ສາມຫຼ່ຽມຄຳ、ビルマ語:ရွှေတြိဂံ နယ်မြေ）とは、東南アジアのタイ、ミャンマー、ラオスの3国がメコン川で接する山岳地帯で、ミャンマー東部シャン州に属する。世界最大の麻薬密造地帯であった。別名ゴールデン・トライアングル（英語: Golden Triangle）と呼ばれ、アフガニスタン・パキスタン・イラン国境付近の「黄金の三日月地帯」と並ぶ密造地帯である。現在では経済成長や取締強化により、タイやラオスでの生産は減少傾向にあるが、逆にミャンマーのシャン州ではいくつかの軍閥が麻薬生産のみならず覚醒剤の製造も行い、さらには合法ビジネスを行うなど、二極化の傾向にある。

## 名称
「黄金の三角地帯（ゴールデン・トライアングル）」の名称が生まれたのは、ごく最近のことである。
1971年7月24日に発売された『ファー・イースタン・エコノミック・レビュー』で、TD・オールマンというアメリカの作家、歴史家、ジャーナリストが、当時の米国国務次官補マーシャル・グリーンの言葉を引用した。冷戦時代、アメリカは東南アジアのヘロイン・ブームを中国のせいにしていたが、グリーンはこれを否定して、「ミャンマー北東部からタイ北部、ラオス北西部に広がる『ゴールデン・トライアングル』で栽培されている」と語った。当時、アメリカは中国との関係改善を目論んでおり、同月、リチャード・ニクソンの訪中が発表された。この地域では、アヘンが取引される際、純金の延べ棒と交換されることがあったので、「ゴールデン・トライアングル」という名称は、人々にまさにそのアヘン取引を想起させてすぐに広まり、中国語の「金三角」とタイ語の「Samliam Thongkham」も同様に広まった。

## 前史

### アヘン戦争

アヘン戦争

中国では10世紀頃からアヘンが医薬品として使用されていたが、やがて嗜好品として嗜まれるようになり、喫煙の習慣も始まった。黄金の三角地帯にアヘンが伝わったのは意外に遅く、18世紀半ばと言われており、当時既にケシ栽培が一般的だった雲南省からミャンマーのシャン州、特に現在のワ地域とコーカン地域で、換金作物として広まった。この地域は両国の重要な貿易ルート上にあり、その交易は当時雲南省に住んでいたムスリムのパンゼー族が担っていた。1837年にはカチン州を訪れた西洋人宣教師が同地でケシ栽培が行われているのを観測している。これらの地域ではアヘンは貨幣の代替品、もしくは医薬品としても使用されていたが、いずれにしろ極小規模だった。
この状況が激変したのは、19世紀半ば、中国との茶貿易で、イギリスが輸出品を銀からインド産のアヘンに切り替えた時だった。これにより中国には大量のアヘンが流入し、逆にその対価として銀が流出するようになり、何百万人もの人々がアヘン中毒になった。そして1840年～1842年と1856年～1860年のニ度にわたるアヘン戦争で、中国がイギリスに敗れると、ますます中国に流入するアヘンの量は増加していき、1860年代には中国の雲南省や四川省でも大規模にケシ栽培が行われるようになって、1880年以降、輸入アヘンの量は減少し、1905年までに1880年の約半分になった。20世紀初頭までに、中国の年間アヘン生産量は2万2,000トン、消費量は年間3万9千トン、中毒者は1,350 万人に達した。

### 植民地カルテルの時代
このように19世紀から20世紀初頭にかけて中国が政情不安定に陥ったことにより、中国南部に住んでいたモン族、ヤオ族、ラフ族、リス族、アカ族などの山岳少数民族が南方への移住し、19世紀後半には、ビルマ北東部、タイ北部の丘陵地帯、フランス領インドシナにまでケシ栽培が広がっていった。ただいずれの地でも現地の人々はあまりアヘンを吸わず、主に同地に移住した中国人がアヘンの消費者だった。。
独立を維持していたタイでは、以前よりアヘン密売人に死刑を課すなど厳しい態度で臨んでいたが、1852年、映画『王様と私』のモデルにもなったラーマ4世が、イギリスの圧力に屈してアヘンを合法化し、中国人実業家に専売権を与えた。ただし国内ではケシ栽培はあまり行われず、高級アヘンはインドや中東から輸入し、安物は中国から輸入して販売した。1907年からは政府が直接アヘン取引を管理するようになり、1913年にはインドから147トンのアヘンが輸入され、アヘン窟の数は1880年の1,200軒から1917年には3,000 軒に増加し、アヘン中毒者は1921年までに20万人に達した。当時、アヘン税は政府の税収の15～20%を占めていた。

フランス領インドシナ

フランス領インドシナでは、1858年から始まったインドシナ征服の軍事費を調達するために、中国からアヘンを輸入し、中国人実業家に専売権を与え、ハノイ、フエ、サイゴンなどで販売していた。1889年にインドシナ連邦が成立すると、植民地政府が直接アヘン取引を管理するようになり、、アフガニスタン、インド、中東から輸入したアヘンを販売した。1900年までに、アヘン税は政府の税収の半分以上を占め、1930年には全国に3,500のアヘン窟があり、アヘンの乱用は社会のあらゆる層に拡がった。
第二次世界対戦が始まると、フランス植民地政府はアヘンを輸入できなくなり、トンキンやラオスの山岳少数民族にケシ栽培を奨励し、中国人仲買人を介して年間約40トンのアヘンを購入した。この取引を通じて中国人仲買人は大金持ちになったが、山岳少数民族の人々は貧しいままだった。
唯一、カンボジアのみ、平坦な国土と暑く湿気の多い気候のせいで、このアヘン禍から逃れ、プノンペンに極小規模なアヘン窟があるのみであった。
ミャンマーは、1826年から1885年にかける三度の英緬戦争を経てイギリスの植民地となり、1910年のアヘン令と1938年のアヘン規則に基づき、イギリス植民地政府が独占的にアヘンを管理していた。しかしケシ栽培自体は合法だったものの、実際はワ地域とコーカン地域でしか栽培されておらず、あまり広まっていなかった。戦前の主要なシャン族の人類学的研究には、アヘンに関する記述が1つしかなく、「宗教的なシャン族はアヘンを摂取しないので、公然と薬として使用されることはないが、現地の医師は時々ハーブと混ぜて使用する」と記されているのみで年間アヘン生産量は30トンほどだった。
ただ第二次世界大戦で戦場となったミャンマーでは、連合国側に付いて日本と戦ったカチン族兵士に対して、アヘンで給与を支払い、同地では貨幣代わりにアヘンが使用された。
第二次世界大戦終結時、ミャンマー、ラオス、タイの黄金の三角地帯における年間アヘン生産量は、約80トンと推定されている。

## 中国国民党の侵入と黄金の三角地帯の誕生

### 終戦時のアヘン事情
戦前から国際社会では、アヘンの有毒性とアヘン貿易の非倫理性を問題視する機運が生まれており、1912年のハーグ阿片条約、1926年の第一・第二阿片会議条約、1928年の麻薬製造制限条約などでアヘン貿易は大きく規制にされるようになった。1917年にはインドから中国へのアヘンの輸出が全面禁止され、戦後になってからも、1947年にはイラン、1949年には中国で国内のケシ栽培が全面禁止とされた。フランス領インドシナでは、日本軍が撤退した後、1946年に同地に戻ってきたフランスが、政府によるアヘン管理制を廃止したが、秘密裏にラオスでアヘン栽培をしてサイゴンまで運び、ラオスとベトナムの反共民兵の軍資金としていた。しかし、1954年にディエンビエンフーの戦いで敗れると、フランスも東南アジアから去った。
しかし中国と東南アジアにはアヘン中毒者が何百万人もおり、世界中にはアヘンから精製されるヘロインの中毒者が数えきれないほどいた。その彼らの視線が一斉に黄金の三角地帯に向けられた。

### 中国国民党の侵入

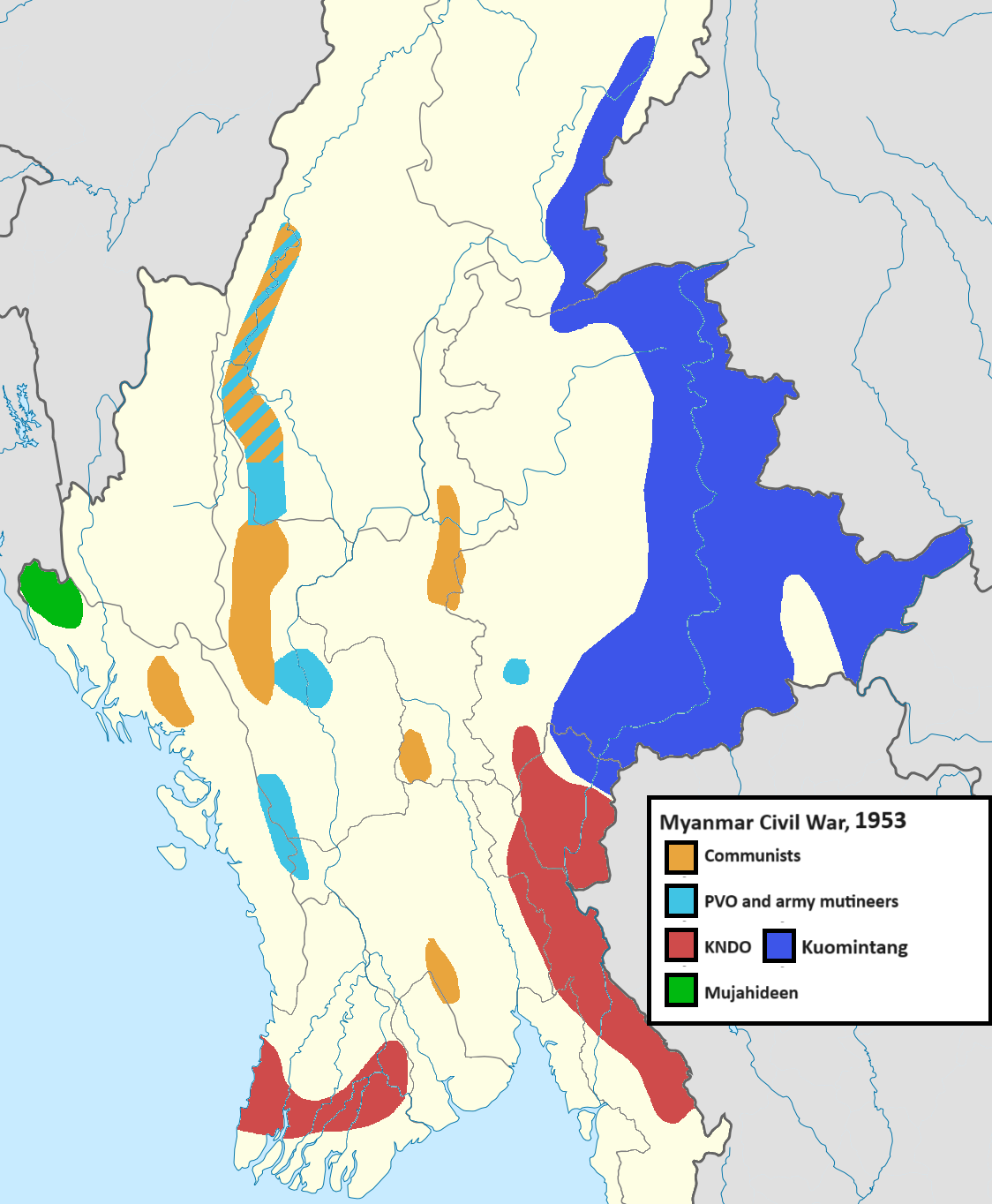
ビルマの戦局図（1953年）。青色部分が国民党軍の勢力圏。

1948年1月に「ビルマ連邦」として独立したミャンマーだが、独立直後からビルマ共産党（CPB）やカレン族の反乱軍などが武装蜂起し、全土で内戦に突入した。1950年1月には、国共内戦に敗れた中国国民党軍の兵士約200人が、国境を越えてシャン州に侵入し、ケントン（現チャイントン）から北に約80㎞の小さな市場町・モンヤン周辺の丘陵地帯に陣取った。その後、部隊はタチレクに進軍したが、そこで国軍の反撃に遭って西へ撤退し、モンサッという村にたどり着いた。何もない寒村だったが、大戦中に連合国軍が建設した小さな飛行場があり、そこにバンコクと台北から飛行機が飛んできて、援助物資や兵器・弾薬を届けた。
彼らの目的は、雲南省に再侵入して中国共産党から中国を奪還することだった。折しも東アジアでは1950年6月に朝鮮戦争が始まり、中国が北朝鮮を、アメリカが韓国を支援していた。朝鮮半島と雲南省から中国を挟み撃ちにするという蒋介石のアイデアに、中国との全面衝突は避けたい当時のトルーマン米大統領は反対したが、CIA、大戦中蒋介石を支援していた退役軍人、右派政治家などのチャイナ・ロビー親台派は、密かにシャン州の国民党軍の支援を決定した。モンサッの空港には飛行機でアメリカからの援助物資や兵員が届けられ、1953年末までに国民党軍の兵力は 1万2,000人に達した。

### 黄金の三角地帯誕生
これだけの兵士とその家族を養い、軍資金を調達するためには、当然、援助物資だけでは足りなかった。そこで国民党が目を付けたのがアヘンである。既述のとおり、戦前よりシャン州ではケシ栽培が盛んだったが、終戦後、中国とミャンマーで壊滅的な内戦が始まったことにより、タイ北部の山岳少数民族の人々が、チェンライ、チェンマイ、メーホンソンなどに移住してケシ栽培をするようになった。国民党は、以前からコーカン地域の名門一族、オリーブ・ヤンこと楊金秀と手を組んでアヘン取引に手を染めていたが、彼らはこの山岳少数民族の人々にケシの栽培を増やすよう説得して高額のアヘン税を課し、さらに収集したアヘンを泰緬国境にまで輸送する商人のキャラバンの警備費も徴収した。かくして1950年代半ばまでに黄金三角地帯のアヘン生産量は10～20倍に急増し、年間生産量は300～600トンに達した。
国民党第5軍の将軍・段希文は、1967年にイギリスの新聞のインタビューに応え、次のように述べている。

われわれは共産主義の悪と戦い続けなければならない。戦うには軍隊が必要であり、軍隊には銃が必要であり、銃を買うには金が必要だ。この山岳地帯では、金はアヘンだけだ。

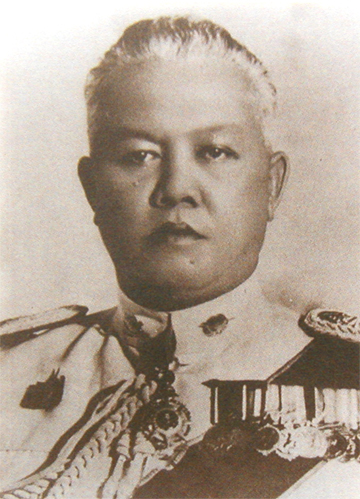
パオ・シーヤーノン

CIAなどアメリカのチャイナ・ロビー親台派はこの状態を黙認したが、タイ当局はより積極的に支援した。当時、タイ警察長官だったパオ・シーヤーノンの警察部隊は、泰緬国境に届いたアヘンをCIAから提供されたトラック、飛行機、ボートなどを使ってバンコクまで輸送し、それを厳重に警備した。こうした経済的利益だけではなく、タイ当局にとって国民党は泰緬国境の国境警備隊として機能することも重要だった。
こうしてパオはアヘン取引と、その取引で得た利益を他の事業に投資することにより、莫大な資産を築き上げた。1956年までにパオの警察部隊は約4万8千人の警察官を擁し、バンコクだけで1万人以上もおり、警察独自の空軍と海軍まで擁し、サリット・タナラット将軍の約4万5千人の正規軍を圧倒するまでになった。そして、ついに2人の権力闘争が頂点に達し、1957年9月17日、サリットはクーデターを起こしてパオを追放したのである。
その後、タイの軍政は18年続き、1958年にはアヘン禁止令を出したが、その間も泰緬国境からバンコクまでアヘンは運ばれ続けた。サリットは第二次世界大戦中、大隊長としてシャン州に進攻して終戦まで駐屯した経験があって、同地に人脈があり、それを使ってパオのアヘン利権を引き継いだのだった。
結局、国民党は雲南省侵入を7回ほど試みたものの、いずれも失敗して中国奪還という目的を果たせず、その後、勢力を縮小していった。しかし彼らは黄金の三角地帯の構造を永遠に不可逆的に変えてしまったのである。

## 世界第2位の麻薬生産地へ

### ヘロイン製造
1960年代半ばまで黄金の三角地帯ではアヘンが取引されているのみでヘロインの製造は行われていなかった。当初、黄金の三角地帯で採取されたアヘンは、タイの海岸から船に積まれて香港に密輸され、そこでヘロインに精製されていた。しかし、イギリス警察による取り締まりが厳しくなり、精製所をアヘンの産地の黄金の三角地帯に移されなければならなくなった。
黄金の三角地帯最初のヘロイン精製所は、1960年代半ばにラオスのバン・ファイ・サイ（現フアイサーイ郡 ）近くの丘陵地帯に設立された。その後、泰緬国境地帯にもヘロイン精製所が設立され、香港や台湾から熟練した化学者が連れてこられた。同地で精製されたヘロインは「スマック（Smack）」と呼ばれ、タイの貧困層、ギャング、売春婦その他の間で広まり、バンコクから北米、欧州、オーストラリアなどへ輸出されるようになった。ちなみに中国、タイ北部の販売・流通を担ったのは雲南系中国人、バンコク周辺の販売・流通および海外への輸出を担ったのは、潮州系中国人だった。

### 闇経済と麻薬
1962年3月2日、ネ・ウィンは軍事クーデターを決行して、現役の軍人からなる革命評議会が権力を握り、ビルマ社会主義計画党 (BSPP)による一党独裁と、ビルマ式社会主義に基づく国有化を手段とした統制経済を特徴とする体制が出来上がった。
そしてこのネ・ウィンの経済政策が1960年代半ばから後半にかけての麻薬生産の増加の一因となった。ビルマ式社会主義の下、ほぼすべての商工業資本が国有化されたことにより、経済に著しい不効率が生じて深刻なモノ不足が生じ、その穴をインド人、中国人を主とする闇商人・密輸業者が埋めた。彼らはタイ、中国、インド、東パキスタン（バングラデシュ）の国境地帯に赴き、特に泰緬国境での密貿易は盛んで、タイからミャンマーへは消費財、繊維製品、機械類、医薬品、ミャンマーからタイへはチーク材、鉱物、ヒスイ、宝石、そしてアヘンが流れていった。政府としても即座にモノ不足を解消する手立てがなかったので、この密貿易を黙認するしかなかった。
シャン州軍（SSA）の理論的支柱だったサオ・ソーワイ（サオ・ツァン）は、その様子を以下のように語っている。
彼ら（アヘン密売人）はぼろぼろの農民からアヘンを非常に安く買い、武装したキャラバンで泰緬国境まで運び、ヘロインに精製した。そして、アヘンをもっと手に入れるための帰り道で、タイの商品や日用品を購入し、シャン州で非常に高い値段で売った。こうして、少なくとも年に3回は双方で儲けた。ビルマ式の社会主義は、社会主義を創るどころか、事実上、国家経済をアヘン密売人の手に委ねた。
こうして、泰緬国境地帯ではアヘンが唯一の有効な作物となり、交換手段となった。1963年以前はサルウィン川の東側に限られていたアヘンの栽培は、シャン州全域だけでなく、カチン州、カレンニー州、チン州にも広がっていった。

### カクウェイェー（KKY）と麻薬

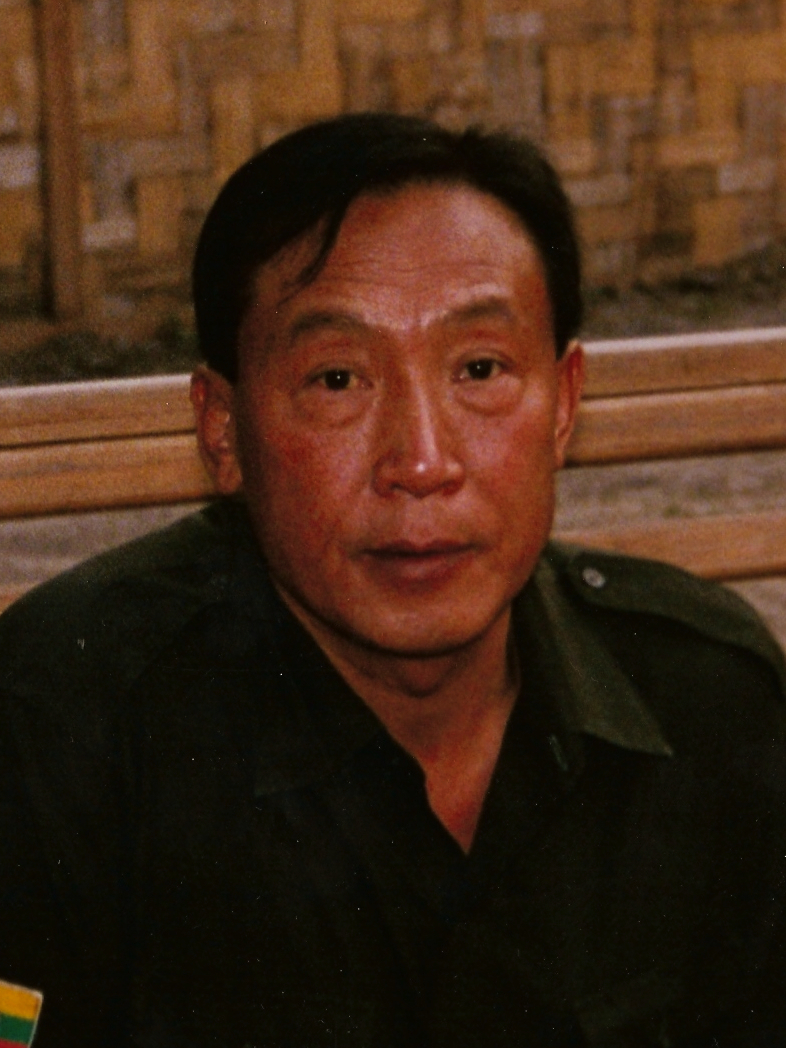
クン・サ

1963年、ネ・ウィンはシャン州の武装勢力を弱体化させることを目的として、カクウェイェーという制度を導入した。これは反乱軍と戦うことの見返りにシャン州内の政府が管理するすべての道路と町をアヘン輸送のために使用する権利が与えるというもので、麻薬取引でKKYが経済的に自立しつつ、反政府武装勢力と戦うことを政府は期待しており、兵力不足と財政難を解決する一石二鳥の策のはずだった。
KKYの司令官として地元の軍閥、非政治的な山賊や私兵の司令官、亡命した反政府勢力などがリクルートされ、その中にはのちに「麻薬王」として名を馳せるロー・シンハンやクン・サがいた。彼らは麻薬生産・密売で巨万の富を築き、タイやラオスのブラックマーケットで高性能兵器を入手した。また、同地に駐屯した国軍もアヘン商隊に対する通行税や警備費や賄賂などで巨額の利益を得た。
このようにしてKKY司令官、国軍ともに麻薬取引を拡大させるインセンティブが働き、しかも彼らは反乱軍と戦闘を交えず、交渉で問題解決を図ったので、反乱軍の弱体化という当初の目的は果たせず、また闇市場でアヘンと引き換えに泰緬国境で入手できる消費財、繊維製品、機械類、医薬品などが国内で高額で売れたことで、さらに麻薬取引のインセンティブが高まり、1974年頃には黄金の三角地帯は世界の麻薬生産の3分の1を占めるに至り、アフガニスタンに次ぐ世界第2位の麻薬生産地となった。このようにKKY制度は、まったく役立たないことが判明したので、1973年に廃止された。
無論、ミャンマーで麻薬生産・取引が盛んになった理由には、闇経済やKKY以外にもいくつかある。
まず独立直後から多くの武装勢力が全土で反乱を起こしたことにより、国土が荒廃し、平野部で農業を続けられなくなった農民が、丘陵地帯に逃げ込み、当地で唯一換金性が高いケシ栽培に手を染めることが多く、各武装勢力がアヘンやヘロインを資金源とした。
また、ミャンマーは1961年に麻薬に関する単一条約を締結していたが、カチン州とシャン州でのアヘン栽培を20年間黙認するという例外規定を設け、1970年代までシャン州のサルウィン川東側など国内の特定の地域では麻薬は合法のままだった。それどころかネ・ウィンは、国連にこれらの地域を合法的なケシ栽培地に指定するように要請し、ミャンマー産アヘンを国際医薬品市場に合法的に輸出しようと試みて、却下されたという経緯があった。その後、国際社会からの強い批判もあり、ネ・ウィンは1974年に違法薬物の栽培、販売、所持、使用を禁じる新しい麻薬・危険薬物法を制定し、アヘン栽培を全面的に禁止したが、時既に遅しだった。
世界の麻薬市場の変化もあった。1970年代から1980年代初頭にかけて、アヘンの主要生産国3カ国のイラン、パキスタン、トルコでケシ栽培が禁止され、俄然、黄金の三角地帯の存在感が増した。さらにベトナム戦争のためにベトナムに駐留し、時に余暇でバンコクにやって来る米軍兵士たちが、気晴らしにヘロインを求めるようになった。1973年のアメリカ政府のデータによれば、ベトナムに駐留する米軍兵士の34％がヘロインを日常的に使用していたとされ、帰国後もその習慣を止めることがなかった。

### 黄金の三角地帯の構造
| 名前                     | 備考 |
| ------------------------ | --- |
| 農民                     | 主にカチン族、ラフ族、ワ族、リス族、パラウン族、アカ族などの山岳少数民族で、コーカンその他の地域から来た貧しい中国人農民もいた。ケシ栽培は重労働だが、僅かな収入しか得られず、その中から自分たちを「庇護」してくれる武装勢力にアヘン税（現物払い）を払い、さらに法律を執行しにきた役人に賄賂を払わねばならなかった。 |
| 商人                     | 代理人を使って農民からアヘンを購入し、武装勢力に金銭を支払って警護してもらいながら、その多くがムスリムのパンゼー族からなるラバの隊商を率いて泰緬国境やラオスにあるヘロイン精製所までアヘンを輸送した。彼らは政府支配下の商業都市に公然と暮らし、表向きはジャガイモ、豚肉、消費財の卸売業などの商社を経営し、慈善事業も行っていたので地元では尊敬されていた。 |
| KKY                      | アヘンの輸送のために商人に雇われることが多く、KKY司令官自身が商人であることも多かった。KKY司令官が隊商を率いて泰緬国境その他へ行く際には、自分たちのアヘンだけでなく、自前の軍隊を持たない他の商人のアヘンも運んで、警護費を徴収した。通常はタチレクまでアヘンを運び、そこで純金の延べ棒と交換した。その金でタイの商品や日用品を購入して持ち帰り、高い値段で売ってまた利益を上げた。彼らもまた他に通常の事業を行い、慈善事業を行っていたので地元では尊敬されていた。 |
| ミャンマー政府           | 麻薬取引を禁止する意志はあったが、それを実行するだけの権力がなかった。その代わり農民、商人やKKY司令官から「賄賂」を受け取っていた。特にKKYが泰緬国境から持ち帰った高級家具は、取引に対する政府当局者、国軍将校の苛立ちを軽減するために役立った。 国軍はKKYの隊商の警備を担当することもあった。また、戦場ではKKYが国軍に協力することが多かったが、あまり役に立たなかった。国軍駐屯地があったタンヤン（Tangyan）は、ロイ・マウ（Loi Maw）、ロイ・サオ（Loi Sao）、ロイ・タオ（ Loi Tao）その他の主要なアヘン栽培地域とシャン州北部の間に位置し、取引の中心地となった。                                         |
| 少数民族武装勢力・国民党 | 彼らは支配地域内の農民にアヘン税を課し、アヘンを購入する商人にも税金を課し、支配地域内を通過する商人やKKYにも税金を課し、ヘロイン精製所の警備費を徴収した。いずれの組織も、その金で兵士の給与を支払い、タイやラオスの闇市場で兵器を購入したりした。また、タイにとって泰緬国境の国境警備隊として機能し、台湾、アメリカ、タイの治安組織のために諜報活動に従事していた。 |
| タイの警察・軍隊         | 少数民族武装勢力や国民党にタイ領土で活動することを許可し、その対価として金銭を得たり、当時タイ政府に対して反乱を起こしていたタイ共産党の情報を入手した。また、泰緬国境からバンコクへトラックでヘロインを輸送した。 |
| 各国の諜報機関           | 商人、KKY、少数民族武装勢力、国民党などが貴重な情報を有していたので、彼らとコネクションを築いて諜報活動を行っていた。国民党やKKYの一部が中国系だったので、特に台湾の諜報機関が活発に活動していた。ロー・シンハンはコーカン族で、クン・サも、父親は国民党軍兵士で、母親はシャン族だった。CIAは国民党の人脈を活用して、ラオスでの「秘密戦争」を戦うための傭兵として雇った。 |
| 中国系シンジケート       | その資金、知性、適切なコネを生かして泰緬国境地帯のヘロイン精製所を建設し、香港人や台湾人の化学者を送った。また、ヘロインの地域内および国際的な販売・流通を担当して莫大な利益を上げ、その金を政府関係者、タイの警察、軍隊、麻薬取締機関関係者に「上納」することで安全を確保し、大きな政治的影響力を持った。中国への販売・流通を担ったのは雲南系中国人、バンコクから地域内及び国際的な販売・流通を担ったのは潮州系中国人という棲み分けがあった。当然、彼らが国民党やKKYの一部とコネクションを築くのは容易だった。この過程を1つの大きな組織が統括しているということはなく、大抵の場合、複数の組織に跨っていた。 |
| 運び屋                   | 麻薬をある場所から別の場所に運ぶために、中国系シンジケートに雇われた人々。メディアでは「麻薬密売人」と呼ばれ、諸悪の根源のように思われているが、大抵の場合は端金で雇われた地元のチンピラで、時に軍隊や警察に逮捕されたり、射殺されたりする危険を伴った。 |
| 麻薬中毒者               | ケシを栽培する貧しい農民に次いで、黄金の三角地帯で哀れな存在。黄金の三角地帯で製造されたヘロインのほとんどは北米、欧州、オーストラリアなどに輸出されたが、一部は東南アジアでも出回った。アヘンを栽培している村の男性の70～80％がアヘン中毒者だった。 |

麻薬は生産地から離れれば離れるほど、価格が上昇する。
やや時代は飛ぶが、1998年に行われた麻薬調査によると、ミャンマーの山岳少数民族のケシ農家は、生アヘン1ビス（1.6kg）あたり2万チャット（当時のレートで75米ドル）で売却する。そして精製所で10kgのアヘンを精製すると1kgのヘロインができるが、卸売価格は1ブロック（700g）あたり3,750～4,250米ドルになる。1ブロックのヘロインは、330米ドルの生アヘンに相当するので、この時点で既に価格は10倍以上になっているということになる。
そして泰緬国境で小売業者から1ブロックのヘロインを購入すると4,750〜5,000米ドル、チェンマイで購入すると5,625米ドル、バンコクで購入すると6,250〜7,500米ドル。さらに海外に輸出されると、輸入価格は香港では1ブロックあたり2万1,000米ドル、台湾では3万7,500米ドル、シドニーでは、アジア人からアジア人に売られた場合、4万6,000米ドル～5万2,000米ドルになる。シドニーの輸入業者は、これを11万米ドルで小売業者に売り、小売業者はヘロインを0.02gのカプセルに分割して、1個18.5米ドルで路上で販売した。つまり1ブロックあたり64万7,500米ドルである。ニューヨークでは、当時の卸売価格は1ブロックあたり8万米ドルで、これは混ぜ物にされ、25mgのヘロインと25gのラクトースが入った袋に詰められた。そして700gのヘロインから2万8,000個の袋が作られ、1袋10米ドルで路上で販売された。1ブロックあたり28万米ドルである。
このようにミャンマーのケシ農家が栽培した330米ドル相当の生アヘンが、オーストラリアやアメリカでは途方もない額で売られているということで、麻薬取引で本当に儲けているのは、ケシ農家でもなく、時に「麻薬王」とも言われる「商人」でも「KKY」でも「少数民族武装勢力・国民党」でもなく、西側諸国の輸入業者、小売業者だった。

### 麻薬戦争と「麻薬王」

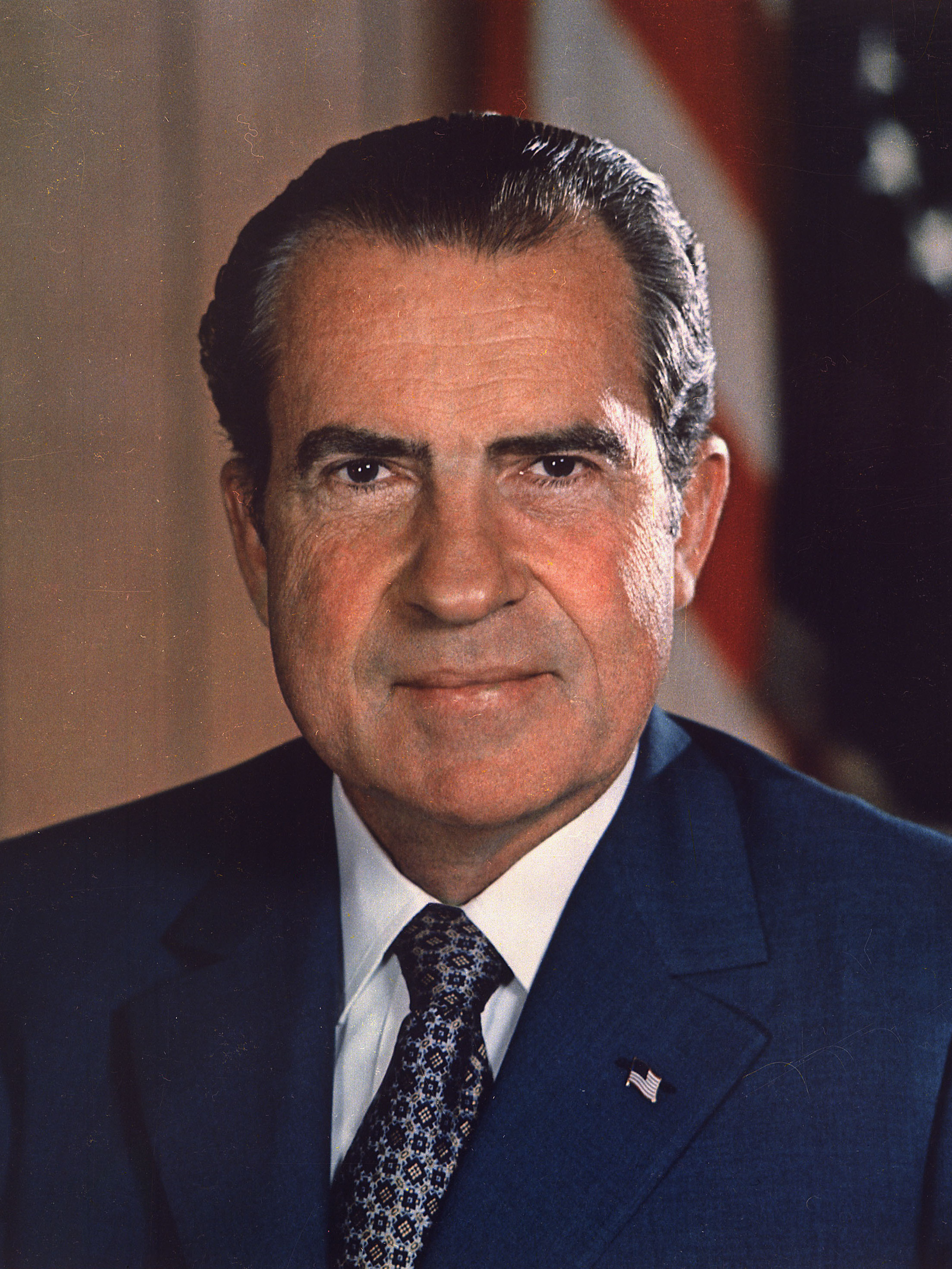
リチャード・ニクソン

既述のとおり、アメリカでは退役軍人や当時のヒッピー文化の流行により、麻薬問題が深刻化しており、当時のリチャード・ニクソン米大統領は、1971年6月17日、「麻薬戦争」を宣言して麻薬と全面対決することを誓い、1973年5月28日、麻薬取締局（DEA）を設置した。
しかし少なくともミャンマーにおいては、アメリカの麻薬政策は、「麻薬王（キングピン）理論」という、特定の「麻薬王」が麻薬生産・取引全体を一手に牛耳っているという誤った認識に基づくものだった。実際にはそれは、既に見たようにさまざざまな利害関係者による緩やかなネットワークにより成り立つものであり、ジャーナリストのコー・リン・チンとシェルドン・チャンは、そのネットワークを「水平構造で流動的で日和見主義的である」と表現し、非公式には「現場のアメリカの麻薬取締官でさえ、麻薬王は存在しない、あるいは少なくとも中国や東南アジアには麻薬王はいないと認めている」と述べている。
しかし「麻薬王理論」は耳目を集めやすく、最初の標的になったのはロー・シンハンで、1972年、彼はアメリカ政府の麻薬問題顧問から「東南アジアのヘロイン密売の首謀者..国際的な盗賊」と名指しで批判された。しかし、ローはアヘンを輸送していただけで、ヘロインの精製も販売もしていなかった。しかもローはラーショーに拠点を置いており、アヘン、翡翠その他の禁制品を、黄金の三角地帯の拠点・タチレクまで運ぶ隊商を年に3、4回しか組織できなかったが、他に10回くらい組織する人物はざらにいた。次に標的となったのはクン・サで、1987年1月、タイ当局はクン・サの首に5万バーツ（当時2000米ドル）の賞金をかけ、1ヶ月後に50万バーツに引き上げたが、何も起こらなかった。1973年のロー・シンハン逮捕をきっかけに開始されたミャンマー「麻薬撲滅キャンペーン」をアメリカも支援し、1974年6月29日に両国は麻薬問題の協定に署名、「麻薬王掃討」のためにUH-1ベル205ヘリコプター6機と480万米ドルの資金を提供した。しかし、そのヘリコプターは麻薬に関与していないカレン民族同盟（KNU）の掃討作戦に使用され、アメリカ議会でも問題視された。1983年からは国連薬物乱用統制基金（UNFDAC）によるアヘンの代替作物の栽培も行われ、500万米ドルの費用が費やされたが、その5か年計画に国連職員は管理面でしか関与できず、実際にケシ栽培されている場所では実施されなかったので計画は失敗に終わり、1983年に350トンだったミャンマーのアヘン生産量は5か年計画が終了した1988年には1,280 トンまで増加していた。

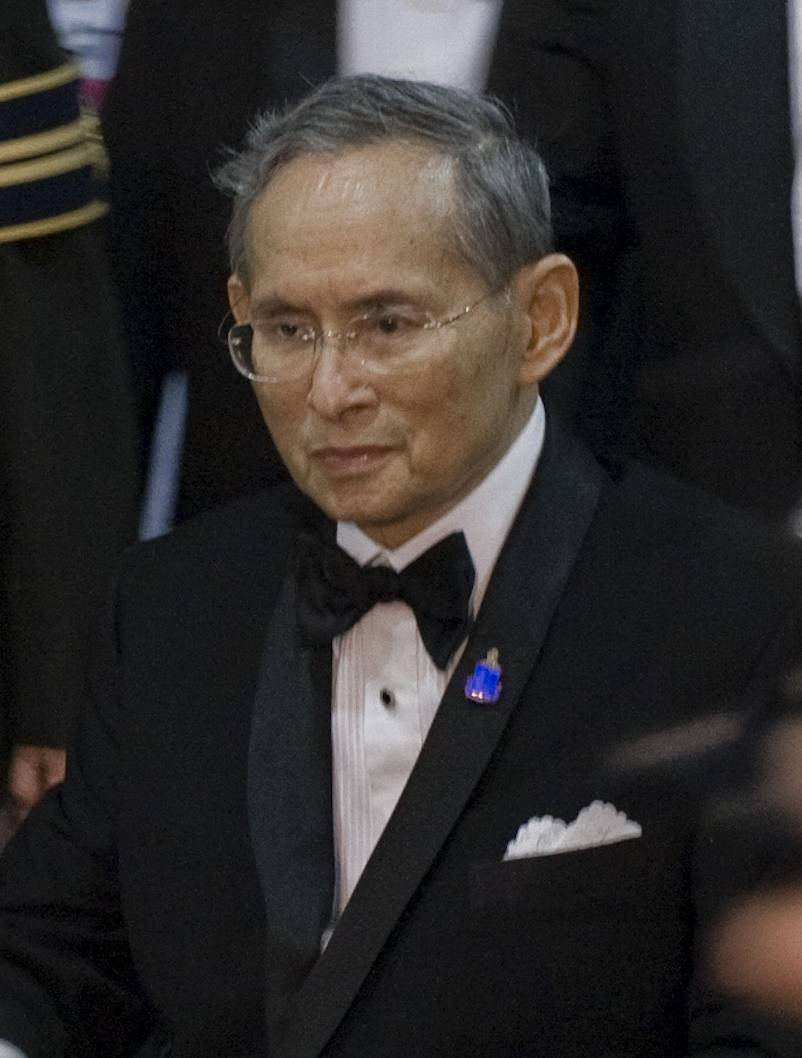
ラーマ９世（プーミポン・アドゥンヤデート）

一方、タイではこの代替作物の栽培は成果を上げた。この取り組みが導入される前のタイの年間アヘン生産量は50～100トンだったが、コーヒー、インゲン豆、ジャガイモ、キャベツ、ハッカ、マジョラム、イチゴ、ランを新しい換金作物として導入したことにより、10年足らずで年間アヘン生産量は約20トンまで減少し、1999年にはケシ栽培面積は1,000 ヘクタールを下回った。
その理由は、ミャンマーと比べて近代的なインフラ、洗練されたマーケティング、海外からの巨額援助、政治的安定などがあったが、なんといっても当時の国王・ラーマ9世（プーミポン・アドゥンヤデート）のリーダーシップがあった。彼はケシ栽培をする農民が生活をケシに全面的に依存していることをよく認識しており、代替作物が換金可能になるまでケシ栽培を禁止しないという方針を貫き、根気よく代替作物への転換を進めていった。

タイへ代替作物の栽培の様子を見学しにいったミャンマーアヘン農家フォーラム（Myanmar Opium Farmers' Forum：MOFF）のメンバーの1人は、次のように語っている。
タイの兵士や警察が村人を扱う様子を見て、本当に涙があふれました。彼らは村人を同じ市民、親戚のように扱っていました。村人を脅すことはなく、食料を持ってきて村人と分かち合うことさえありました。私たちの村に来てアヘン畑を破壊したミャンマーの警察とはまったく違いました。彼らを警察署から村に連れて行くために、私たちは四輪駆動車をレンタルしなければならず、食べ物とビールでもてなさなければなりませんでした。彼らはまた、私たちに賄賂を要求し、支払わなければ村のアヘン畑をすべて破壊すると脅迫しました。
しかし、そのタイも、黄金の三角地帯の一角をなす「タイの警察・軍隊」「中国系シンジケート」には、その政治的影響力・資金力の大きさから手を出せず、その整備されたインフラと銀行システムによりバンコクは、黄金の三角地帯における国際麻薬市場への中継基点として、現在でも重要な役割を果たしている。

## ヤーバーの大流行

### ヘロイン生産急増
1988年、8888民主化運動と呼ばれる反政府運動がミャンマー全土で巻き起こり、国軍はこれを武力で弾圧。1988年9月18日にクーデターを決行して、国家法秩序回復評議会（SLORC）という新しい軍政を敷いた。西側諸国はこれを強く非難し、アメリカはほとんどが麻薬対策からなるミャンマーに対する経済支援を打ち切った。
1989年には長年国軍と対峙してきたビルマ共産党（CPB）が崩壊し、ワ州連合軍（UWSA）、ミャンマー民族民主同盟軍(MNDAA)、シャン州東部民族民主同盟軍(NDAA)、カチン新民主軍  (NDA-K) に四分裂した。彼らと民主化運動、少数民族武装勢力が結びつくことを恐れた軍政は、すぐにこれらの勢力と停戦合意を結んだが、その内容は、他の少数民族武装勢力や民主派と協力しない代わりに、各勢力はそれぞれの地域の支配権を維持し、軍隊を保持し、あらゆるビジネスに従事することを許可するというKKY制度に酷似したものだった。
これらの勢力はケシ栽培が盛んなシャン州とカチン州に位置しており、またビルマ共産党時代に既に麻薬生産・取引に深く関与していた。ということで、理の必然としてこれらの地域での麻薬生産が盛んになり、1990年初頭にはこれらの地域に少なくとも17のヘロイン精製所が建設され、アメリカ国務省の推定では、ミャンマーのケシ栽培面積は、1987年には9万2,300ヘクタールだったものが、1989年には14万2,742ヘクタール、1991年には16万1,013ヘクタールにまで増加し、アメリカ麻薬取締局（DEA）の推定では、ミャンマーの年間麻薬生産量は、1986年はアヘン900トンとヘロイン75トン、1989年はアヘン2,430トン、ヘロイン203トン、1993年はアヘン2,575トン、ヘロイン215トンに増加していった。これにより莫大な利益を上げた各勢力のそれぞれ本拠地、UWSAのパンカン、MNDAAのラオカイ(コーカン)、NDAAのモンラーは、かつては辺鄙な寒村だったのに、カジノ、ホテル、カラオケ、ナイトクラブが建ち並び、麻薬、ギャンブル、売春が盛んなラスベガスのような街に変貌した。

### ケシ栽培禁止
1980年代半ばまでは、既述のとおりミャンマーで製造されたヘロインは、主に陸路でタイに密輸され、その後船で香港に運ばれ、日本、北米、欧州、オーストラリアなどに運ばれていた（タイルート）。しかし、1970年代後半に中国が門戸開放政策を採り、国境を開放して徐々に経済発展するにつれ、ビルマ → 雲南省 → 貴州省 → 広西省 → 広東省 → 香港 → 国際市場という麻薬の密輸ルートが確立した（中国ルート）。そして1988年8月6日にミャンマーと中国との間で二国間国境貿易協定が結ばれ中緬国境貿易が盛んになると、徐々にミャンマーから中国ヘヘロインが流入するようになった。中国当局の発表によると、当局が押収したヘロインの量は、1980年代はほとんどなかったのに1995年は2.376トン、1996年は4.347トン、1997年は5.477トンにも上った。
無論、中国はこの状況を等閑視していたわけではなく、1991年には中国で麻薬関連の逮捕者が8,080人だったのが、10年後の2001年には4万854人にも上り、実数は不明だが、重大薬物犯罪で有罪判決を受けた者のほとんどを処刑した。1994年には当時のシャン州第1特区（コーカン地区）の指導者だった楊茂良の兄弟である楊茂賢が麻薬密売の容疑で中国当局に逮捕され、死刑判決を受けて処刑されるということもあった。各勢力のリーダーたちは度々昆明に呼び出され、中国当局から中国に麻薬を持ち込むなと厳重に警告され、1995年にUWSAとMNDAAが、1997年にNDAAがケシ栽培を全面禁止にする宣言を出さざるをえなくなった。もう1つ、国際ヘロイン市場で、コロンビア産ヘロインやアフガニスタン産ヘロインと競合するようになったのも、ヘロインの供給を減らすインセンティブになった。実際、1997年以降、ミャンマーのアヘンの生産量は減少し始め、2003年までにアメリカ政府の推定では484トン、国連の調査では81トンに減少。その後の国連の調査でもミャンマーのアヘン生産量は減少し続け、2004年には370トン、2005年には312トンにまで減少した。
そして各勢力がアヘンに代わるものとして目を付けたのがメタンフェタミンにだった。

### ヤーバーの大流行

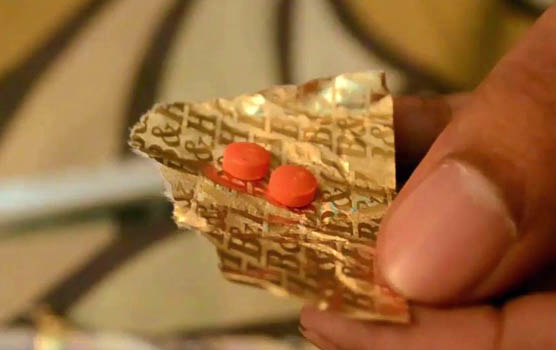
ヤーバー

1990年代には、タイではヘロインはさほど大きな問題ではなくなっていたが、代わりにヤーバーと呼ばれるメタンフェタミン錠剤が徐々に浸透していった。
1955年に韓国の会社が「スピード」と呼ばれる市販の覚醒剤を持ち込んだのが、タイにおけるアンフェタミン系覚せい剤（ATS）の始まりで、当時は長距離トラックやバスの運転手、未熟練労働者、試験勉強中の学生など使用者は限定されていたものの、それでも乱用は全国的に蔓延したため、タイ政府は1967年にアンフェタミンをヘロインと同一の薬物に指定してさまざまな措置を取った。その甲斐あって1970年代末までには乱用は急減した。
その後、1980年代には、カフェインなどの混ぜものを含む偽アンフェタミンが流行ったが、これも政府の規制を受けて市場から消えた。1990年代に入ってからは、国内で生産されたメタンフェタミンが流行り始め、政府は精製所を発見次第破壊するという強硬手段に出た。

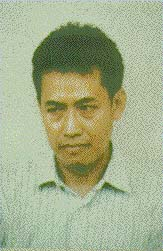
ウェイ・シューカン

そして1990年代後半のヤーバーと呼ばれるメタンフェタミン錠剤の大流行した。今回の使用者はトラックの運転手に限定されず、若者を中心にあらゆる階層の人々に蔓延し、薬物の種類も豊富だった。1997年、タイで押収されたスピードピルと呼ばれる錠剤型のヤーバーは約2200万錠だったが、1998年には3000万錠、1999年には約4000万錠、2002年には9590万錠にまで増加した。また、1990年には麻薬犯罪者が起訴された罪は、大麻関連が62.2％、ヘロイン関連は21.3 ％、メタンフェタミン関連はわずか3.7 ％だったが、2000年には大麻関連の罪は9.5％、ヘロイン関連は2.2％、メタンフェタミン関連は79.5 ％となった。ダウナー系のヘロインとは異なり、アッパー系のヤーバー摂取して活動的・攻撃的になった者が起こした殺人、暴力事件、交通事故も頻発し、中毒者も急増した。
タイにヤーバーを供給したのは、ウェイ・シューカン（魏学剛）というUWSAで財務を担当していた中国系の人物だった。1998年頃、「タイの麻薬王」と呼ばれたバン・ロン（Bang Ron）がウェイの元を訪れ、ヤーバーの製造と流通に必要なノウハウをもたらし、ワ州南部を拠点にして共同でヤーバーの生産に乗り出した。UWSA産のヤーバーには「WY」の刻印がされていた。やがてヤーバーの精製所は泰緬国境地帯やビルマ共産党の元支配地域を中心に広範に拡がっていった。

### タクシンの麻薬戦争

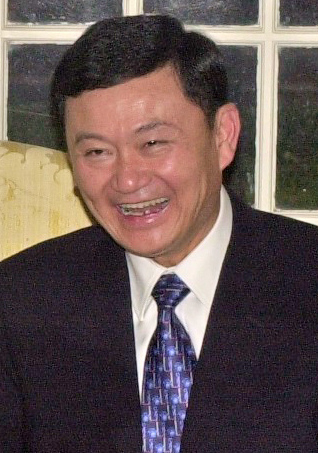
タクシン・シナワット

これに対して、当時のタイ首相・タクシン・シナワットは、2003年2月1日に「麻薬戦争」を宣言し、「麻薬取引業者は子供たちに冷酷なので、私たちも彼らに冷酷にならなければならない」と述べて、大規模な麻薬掃討作戦を開始した。
この作戦は、県知事と県警本部長が内相に麻薬取引関係者のリストを提出し、 政府が掲げた目標水準までリストにある者の摘発実績を上げるという方法で行われ、作戦が始まると麻薬容疑者の射殺事件が多発した。中には9歳の子供が誤射により死亡したり、警察の取り調べを受けて解放された直後の容疑者が射殺されるという事件も起き、人権団体から超法規的処刑ではないかという批判の声が上がった。それでもタクシンはひるまず、作戦開始3か月でリストの75％を摘発し、約5万人の麻薬容疑者を検挙し、約1,500万錠のメタンフェタミンを押収し、12億バーツの資産を没収したと発表した。一方で、その間、3,000人もの麻薬密売人が殺害されたとも言われている。作戦開始前は1錠あたり70～80バーツ（約1.70＄）だったヤーバーは、 1錠あたり約500バーツ (11.70＄) にまで上昇した。
2003年5月、タクシンは作戦の第二段階として、違法ビジネスに関与する有力者や役人を弾圧する委員会を設立すると発表し、警察は捜査対象となる800人の武装勢力とギャングのリストを作成した。多くのタイの警察、政治家、政府関係者が麻薬取引に関与しているということは、タイにおいては公然の秘密だったので、これは画期的なことだったが、結局、このキャンペーンはさしたる成果を上げないまま終了した。
2003年12月3日、タクシンは麻薬戦争の勝利宣言をして作戦は終了、最終的に約9万人の麻薬容疑者を検挙し、約4,000万錠のメタンフェタミンを押収し、17億バーツの資産を没収したと発表した。翌日、タクシンは国王ラーマ9世に報告に上がったが、国王はキャンペーン中に殺害された者が少なくとも2,500人いることに触れ、殺害状況の詳細な調査を求めるとともに、タクシンに対して批判に耳を傾けるようにと忠告した。
物議を醸したタクシンの麻薬戦争だったが、それでも麻薬取引に打撃を与え、タイにおけるヤーバーの押収量は2003年は7150万錠、2004年は3110万錠、2005年は1540万錠と急減した。しかし、その後、「麻薬王」たちは、ラオス、カンボジア、ベトナムに新たな市場を見つけ、やがて2008年頃にはバンコク、チェンマイその他のタイの都市の路上にヤーバーは戻ってきた。

### アメリカ麻薬取締局（DEA）によるUWSAの起訴
タイに比べて、ミャンマーのヤーバーに対する対応は控えめで、せいぜいUWSA、MNDAA、NDAAに圧力をかける程度だった。そもそもミャンマー軍政と「麻薬王」は、一蓮托生の関係にあるという疑惑が持たれており、彼らに制裁を課すのは自殺行為に近いと述べる識者もいる。
しかし、制裁はアメリカからやって来た。

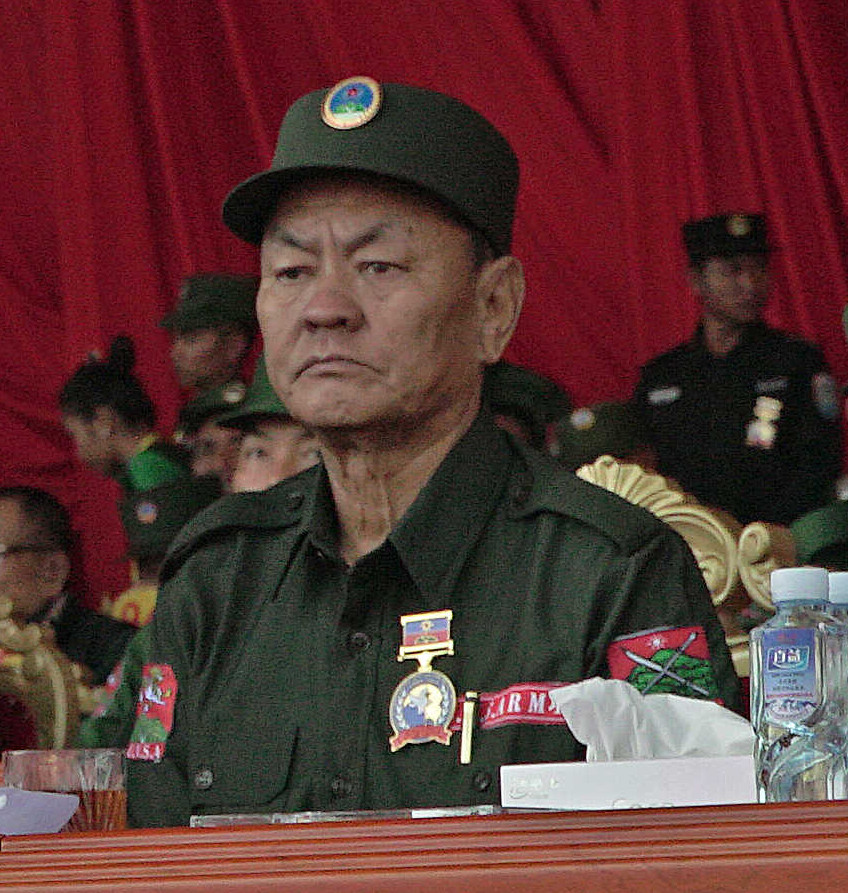
パオ・ユーチャン

2005年1月25日、カリフォルニアのタイ人コミュニティや、アメリカに移住したラオスのモン族コミュニティの間でヤーバーが出回っていることにアメリカは業を煮やし、ニューヨーク州東部地区の検事と麻薬取締局 (DEA) ニューヨーク現地局特別捜査官が、麻薬密売関連の罪でUWSAの幹部8人を起訴した。起訴されたのはパオ・ユーチャンらパオ四兄弟とウェイ・シューカイらウェイ三兄弟、そしてパオ四兄弟とは血縁関係のないパオ・ヒューチャンである。

起訴状には次のように述べられていた。
被告らはUWSAを通じて、UWSA支配地域におけるアヘンの栽培、収集、輸送に関するすべての意思決定をコントロールしている。これには麻薬輸送と麻薬精製所への課税、そして高額な麻薬収益の徴収が含まれる。その見返りとして、被告らとUWSAはワ支配地域のヘロインとメタンフェタミンのラボ、およびビルマ東部からタイ、中国、ラオスへヘロインとメタンフェタミンを密輸する麻薬キャラバンの警備を担当しており、そこから独立ブローカーがアジア、ヨーロッパ、アメリカの国際流通組織に輸送物を密輸している…
この起訴状によりUWSAに激震が走り、2005年6月、UWSAは、ワ州全域を麻薬禁止地域とし、アヘンの栽培、ヘロインおよびメタンフェタミンの製造、取引、密売を全面禁止すると発表し、実際、ワ地域ではケシ栽培は全面禁止になった。ただ現在でも、パオ四兄弟を含むワ州政府関係者が直接メタンフェタミンの製造に関わることがなくても、その支配地域内で中国人シンジケートがメタンフェタミンを製造しており、ワ州政府はそれに課税することで収益を上げていると指摘されている。

## 世界一のアヘン大国へ

### ヘロイン生産再増加、世界一のアヘン大国へ
既述のとおり、1990年代半ばからミャンマーのアヘン生産量は減少傾向にあったが、市場に出回るアヘンが減少して価格が上昇したことにより、ヘロインも減少し、価格も上昇し、品質も低下した。その結果、麻薬の使用形態がアヘンの喫煙から、より刺激の強いヘロインの喫煙と注射へ移行し、中毒者が注射を使い回したことにより、HIVやC型肝炎の感染者も増加した。
このようにアヘン、ヘロインの価格が上昇したことにより、ケシ栽培を行うインセンティブが働き、2006年初頭からミャンマーのアヘン生産量が再び増加し始めた。長らくミャンマーで麻薬対策に取り組んできたUNODCは、アフガニスタンに関心を移しており、十分な対策は取られなかった。UWSA、MNDAA、NDAAの支配地域ではケシ栽培は厳格に禁止されていたが、国内の他の地域、特にシャン州南部で盛んになり、現在ではここがアヘン生産の中心地となっている。2007年から2008年にかけての世界金融危機、相変わらず続く紛争もアヘン生産増加の理由だったが、他にも国軍が各将校と国軍派民兵に、部隊とその家族のために自給自足を奨励たことにより、彼らが農民の土地を収奪してアヘン栽培を始めたこと、1997年にカレンニー州を干ばつが襲った際、州内の農民の一部がシャン州のケシ畑へ出稼ぎに行き、ケシ栽培のノウハウをカレンニー州に持ち帰ったこと、シャン州のパオ自治区ではパオ民族軍（PNA）が政府と停戦合意を結んだことにより平和がもたらされたのはいいが、これによりこの地域が外国市場と統合され、この地域の農民の主作物だった葉巻たばこの葉の価格が外国産と競合して暴落し、ケシ栽培に移行せざるをえなかったこと、民政移管後の経済発展に伴う土地開発のために補償なしに立ち退きを命じられた農民もまたケシ栽培に移行せざるをえなかったこと、一部地域で代替作物への転換が進められたが、支援が不十分だったので進まなかったことなどの理由があった。
ただしこの増加傾向も2013年頃に反転して再び減少傾向に転じ、2013年は年間アヘン生産量が約870トンだったものが、2020年に約は400トンで一旦底を打った。
しかし2021年クーデター以降の紛争の拡大、経済の低迷により再々度アヘンの生産が増加。2023年、2024年、ミャンマーはアフガニスタンを抜いて世界一のアヘン生産国となった。

### 増加し続けるメタンフェタミン
| 名前                                | 備考 |
| ----------------------------------- | --- |
| (1)原料化学物質および機械の輸入業者 | 原料化学物質 (主にエフェドリン) および機械を中国またはインドから調達して、ミャンマーに輸送する責任を負う。逮捕される可能性はまずない。(2)中国人ビジネスマンが調達する。 |
| (2)中国人ビジネスマン               | 起業資金を調達し、適切な化学者の選定し、原料化学物質を輸入し、メタンフェタミンを製造し、その流通・販売ルートを確保する。ヘロインや他の合法的な事業を行っている人が多い。中国、タイ、ミャンマーいずれかの出身の比較的裕福な中国人が多い。                                       |
| (3)保護者                           | (2)の中国人ビジネスマンに工場の場所と安全を提供して、課税することによ利益を上げる。自身も一定額の資金を投資することがある。各武装勢力がこの役割を担う。タイ側ではタイの軍人・警察幹部、政治家、政府高官らが(7)の宅配業者に輸送の安全を提供して、対価を得る。                   |
| (4)ミャンマーの運送業者             | ミャンマー国内の精製所から泰緬国境へのメタンフェタミンを輸送する。(2)の中国人ビジネスマンが調達する。 |
| (5)ミャンマーの卸売業者             | ミャンマー側で卸売レベルでメタンフェタミンを売買する。利益率は高い。(2)の中国人ビジネスマンが調達する。 |
| (6)運び屋                           | 泰緬国境地域を越えてメタンフェタミンを輸送する。タイ北部に住む貧しい山岳少数民族や中国人が多く、時に彼らが住む村の村長が統括している。彼らにとっては大金に釣られてやるが、時に摘発され、命の危険を伴う。当局が摘発するのは彼らだけで、それより上の人々には捜査の手は及ばない。 |
| (7)タイの運送業者                   | 国境を越えたところでメタンフェタミンを輸送する。飛行機ではなく車を利用することが多い。タイ側の中国人ビジネスマンが調達する。 |
| (8)タイの卸売業者                   | タイ国内で卸売レベルでメタンフェタミンを小売業者に販売する。タイ側の中国人ビジネスマンが調達する。 |
| (9)小売業者                         | メタンフェタミンの錠剤をユーザーに販売する。小売業者はミャンマーとタイの双方にいる。利益率は高い。タイ側の中国人ビジネスマンが調達する。 |

既述のとおり、麻薬使用者はより強い刺激の麻薬を求めるようになり、ヘロインからメタンフェタミンへの移行も進んだ。また、生産者側からしても利益率の低いヘロインよりもメタンフェタミンを生産したほうが良いというインセンティブがあった。ここでもUNODCの関心はアヘンに集中しており、メタンフェタミンに対する十分な対策は取られなかった。
皮肉にも2011年の民政移管後に進んだ各民族武装勢力との停戦合意と経済発展も、メタンフェタミンの生産・取引の拡大に寄与した。停戦合意を結んだ武装組織、国境警備隊に再現された武装組織、新たに結成された民兵団は、またしても支配地域内での自由な経済活動を許可され、必然的に利益率の高いメタンフェタミンに生産に乗り出した。貿易と輸送の自由化、インフラやネットが整備されたことにより、製造のノウハウ、取引関係者との連絡、薬物の輸送も容易になり、シャン州からタイ、中国、ラオス、への伝統的な市場や密輸ルートの他、近年ではアラカン軍（AA）が関与していると言われているラカイン州を経由してバングラデシュに入る新しいルートも出現し、コックスバザールでは頻繁に大量のヤーバーが押収されるようになった。昔と違って他の商品に隠されて少量で密輸されるのではなく、大量の荷物として運ばれているのが特徴で、国境両側の役人が買収済みであることが示唆される。また、経済発展に伴ってミャンマー都市部に中間層が生まれ、彼らもメタンフェタミンのヘビーユーザーとなった。さらにより高価なクリスタルメスも生産されるようになり、これは主に日本とオーストラリア、他に中国、フィリピン、マレーシア、インドネシア、韓国、ニュージーランドにも輸出されている。
一方で、アヘンの生産は労働集約的産業で、農民、日雇い労働者、運び屋など多くの人々に利益をもたらすが、メタンフェタミンを生産するには、アヘンほど植物の栽培や使用に依存しないため、一握りの人々にしか利益をもたらさず、農民を麻薬産業から追いやっているという側面もある。
2021年クーデター以降、メタンフェタミンの生産も激増。2021年のヤーバー押収量は10億錠を上回り、メタンフェタミン全体の押収量も171.5トンという驚異的な数字を記録した。これによりヤーバーの価格は暴落し、タイでは1錠10～20バーツ（40～80円）と、10年前の5分の1から10分の1になっている。また、ミャンマーでも麻薬中毒者が激増している。

### 詐欺団地

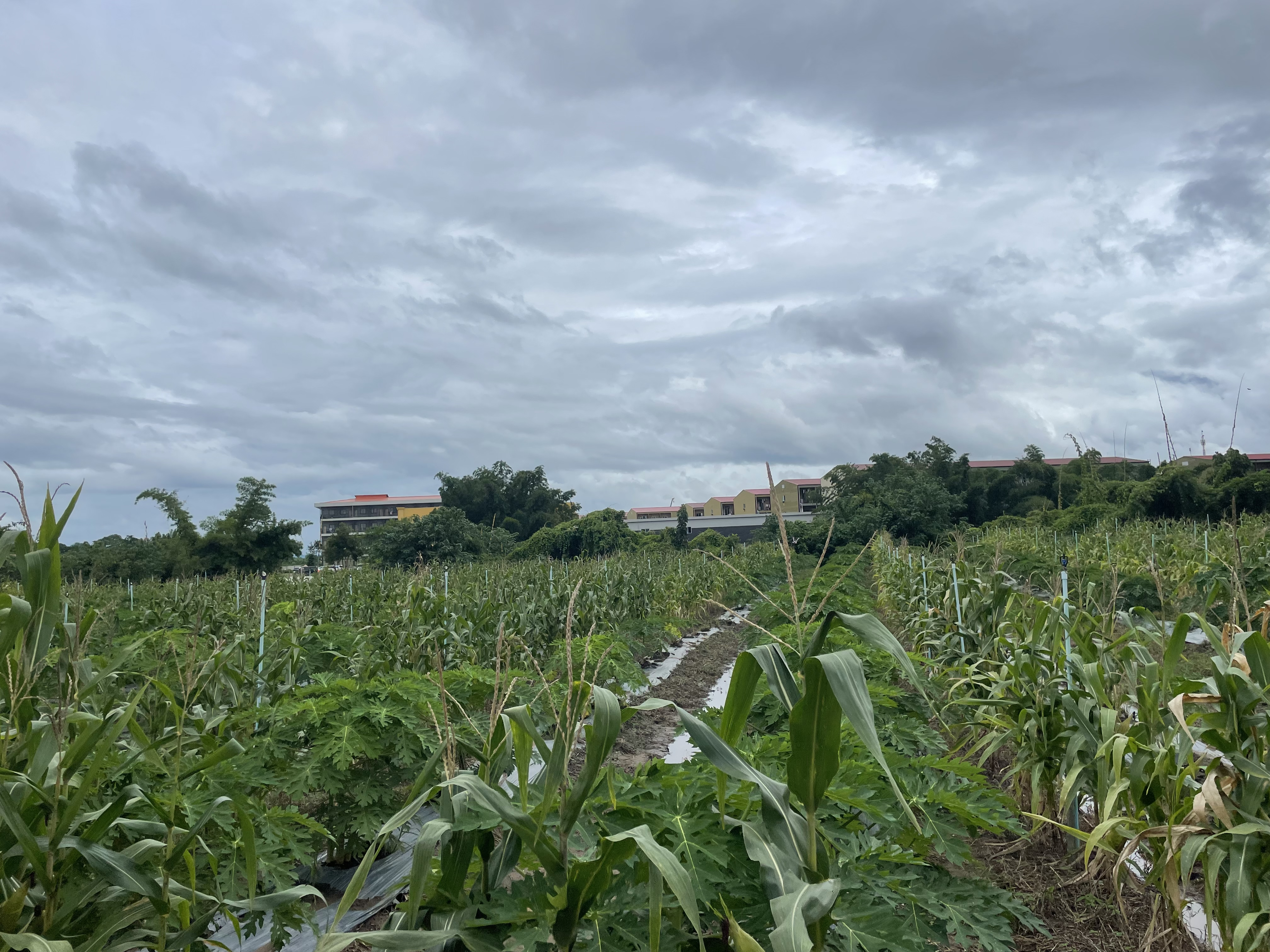
KK園区

2010年代中期以降には、ミャンマー、カンボジア、ラオスの各地に中国人の犯罪組織が運営する詐欺団地が出現し、大きな国際問題となっている。2023年の国連の報告によれば、ミャンマーで12万人、カンボジアで10万人が詐欺に関わる強制労働に従事させられており、拷問や人身売買といった人権侵害を受けているのだという。